# Korarou
Korarou è un comune rurale del Mali facente parte del circondario di Douentza nella regione di Mopti.